# Strictly Personal
Strictly Personal – drugi oficjalnie wydany album amerykańskiej grupy awangardowej Captain Beefheart and His Magic Band, który ukazał się w 1968 r.

## Historia powstania albumu
21 stycznia 1968 roku, podczas trasy koncertowej po Anglii, odbył się w londyńskim hotelu wywiad z Beefheartem przeprowadzony przez Tony’ego Wilsona z Melody Maker. Właśnie w tym wywiadzie wspomniał on o planowanym podwójnym albumie, którego pierwszą częścią stało się Strictly Personal.
Prawdopodobnie, producent zespołu Bob Krasnow podpisał kontrakt na następny album zarówno z wytwórnią MGM jak i Buddah. To dawało grupie dwukrotnie więcej czasu studyjnego. Zaplanowano więc podwójny album, który miał nosić nazwę It Comes to You in a Plain Brown Wrapper. Pierwszą częścią miała być płyta studyjna, a drugą – płyta nagrana na koncercie.  Okładką miał być papier pakunkowy z naklejonymi znaczkami – podobiznami muzyków.
Pomiędzy październikiem 1967 a prawdopodobnie styczniem 1968 r. odbyło się kilka sesji nagraniowych przygotowujących materiał do Strictly Personal. Nagrania te stały się znane w 1992 r., gdy firma Sequel Records wydała album I May Be Hungry But I Sure Ain’t Weird.
Krasnow zrobił w tym czasie dość ciemny interes. Postarał się o to, aby kontrakt zespołu z Buddah został źle umieszczony w kartotekach firmy, co spowodowało jego wygaśnięcie. Jeszcze tego samego dnia grupa pojawiła się w biurze Jaya Coopera podpisując kontrakt z MGM. Natychmiast doszło do sesji nagraniowej w Sunset Studio Recorders w Hollywood, która zaczęła się 25 kwietnia i trwała do 2 maja. Był to ten sam repertuar, który grupa nagrała już uprzednio dla albumu It Comes to You in a Plain Wrapper. Po tych nagraniach zespół wyjechał na kolejne europejskie tournée.
Pod koniec maja w biurze grupy The Rolling Stones odbyło się spotkanie Magic Bandu z Krasnowem, który przywiózł ze Stanów Zjednoczonych nagrania przygotowanego do wydania Strictly Personal. Utwory, których brzmienie zmodyfikował Krasnow, zostały zniekształcone przez ponagraniowe efekty nałożone przez producenta. Dokonał on powtórnego montażu i miksowania, i dodał wiele efektów m.in; puszczanie taśmy do tyłu, dodawanie echa, zniekształcanie dźwięku i nadużywanie fazowania. Grupa podzieliła się na dwa obozy: tych, którzy zaakceptowali nagrania (jak np. John French) i na tych, którzy zaoponowali (jak np. Beefheart). Znawca twórczości zespołu – gitarzysta Henry Kaiser, uważa iż Beefheart początkowo zaaprobował te ingerencje Krasnowa i zmienił swoją opinię dopiero w kilka miesięcy później, po wydaniu płyty i jej obojętnym i chłodnym przyjęciu. Jednak stoi to w wyraźnej sprzeczności z wypowiedziami członków grupy.
Strictly Personal nie przekształcił grupy w główny zespół undergroundowy, a opublikowanie nagrań zrobionych podczas przygotowywania albumu przekonuje, że brzmią one bardziej zgodnie z muzyką, jaką grupa wykonywała przedtem i będzie wykonywała później. To, co częściowo zniszczył Krasnow –to atakująca, fizyczna siła sekcji rytmicznej oraz gryzące, nawzajem się przenikające i kontrastujące partie gitarowe, które były później tak wyróżniającym się składnikiem muzyki Captain Beefheart and His Magic Band.
Pomimo tego jest to ważna płyta w dorobku grupy i do dziś pozostaje w sercach wielu fanów. Potwierdziła to ankieta zrobiona przez fanzin beefheartowski „Apocalypso”; Strictly Personal zajął trzecie miejsce w kategorii najpopularniejszych albumów.

## Opis utworów
W 1972 r. Beefheart stwierdził, że napisał słowa i wymyślił muzykę do Strictly Personal w ciągu 24 godzin (co raczej należy do mitów), po spędzeniu całego roku bez snu, zaczynając od utworu, który przywoływał prymitywny, przedchicagowski blues, zatytułowany kontrowersyjnie „Ah Feel Like Ahcid”.
Ah Feel Like Ahcid. Wiadomo, że nieco później Don opisał LSD jako przecenioną aspirynę, bardzo podobną do Disneylandu starych ludzi. Utwór zdradza pewne aluzje do acid-rocka, jednak jeśli przysłuchamy się treści kawałka, to usłyszymy, że tak naprawdę jest to ah feel like ah said! Ogólne odczucie jest bliskie terenowym nagraniom np. Johna Lomaxa czy Alana Lomaxa lub Johna Hammonda, co Beefheart podkreśla, odmierzając tempo tupaniem nogą, surowymi zadęciami na harmonijce i zapożyczonym od Sona House’a riffem (z „Death Letter Blues”). Pojawiają się motywy pocztowe (związane z okładką), jak odniesienia do listów, telegramów i atrakcyjności listonosza upikantniające utwór, którego treścią jest, ogólnie mówiąc, komplementowanie kobiet. Małe fragmenty tego kawałka pojawiają się później w różnych miejscach albumu. Gdy w pewnym miejscu jest mowa o lizaniu znaczka, a potem o oglądaniu filmu, to trzeba to rozumieć jako zażycie narkotyku, zwłaszcza iż potem odbiorca poczty ain't got t'blues no more (nie ma więcej bluesa czyli po prostu nie jest już smutny). Jest to wszystko zrozumiałe w amerykańskim kontekście kulturowym; Owsley Stanley (słynny aptekarz Grateful Dead) zaczął sprzedawać porcje kwasu na znaczkach pocztowych. W wiele lat później Don wyparł się jakichkolwiek odniesień do narkotyków w tym utworze.
Cała płyta zawiera liczne elementy transowe, które są szczególnie mocne w dwu następnych utworach „Safe As Milk” i „Trust Us."
Safe as Milk. W tym utworze dziwaczny sposób nagrania sprawia wrażenie, iż płyta jest położona na gramofonie nieco poza swoim środkiem. Także na skutek mocnego fazowania tylko perkusja i gitara slide są właściwie dobrze słyszalne. Utwór ten od razu uwidacznia słuchaczowi różnice pomiędzy starym a nowym materiałem muzycznym. Rozproszone radykalne pomysły muzyczne albumu Safe as Milk zostały tu skomasowane, rozwinięte i pomnożone. Dla wielu słuchaczy również i ten utwór ma odniesienie do narkotyków. Jednak Don wyjaśnił, bardziej przekonująco, że chodziło mu o radioaktywny izotop stront 90, który przenika do ciała, a tym samym do mleka karmiących matek.
Trust Us zawiera zauważalny kontrast między bardzo melodyjną partią gitary na tle niskiego, ciemnego riffu oraz między szczęśliwą i beztroską ideologią hippiesowską (ang. trust, look within itd.) podciętą przez "łajdacki" głos Beefhearta. Utwór ten w pewnym zakresie wyraża także wiarę w mesjanistyczną, uzdrowicielską rolę muzyki. Zaczyna się niemal klasztornym chorałem, wkrótce rozbitym przez wdzierające się instrumenty, grające w rytmie 4/4 i pełnym zupełnie nieoczekiwanych zmian. Ta wersja ukrywa brzmienie gitar bardzo nisko, gdzieś w tle, być może z powodu przekonania Krasnowa, że rynek nie toleruje dziwnego strojenia gitar. 
Strona pierwsza oryginalnej winylowej płyty kończy się ciężkim rockowym bluesem Son of Mirror Man – Mere Man. Fazowanie wydaje się tutaj wszechobecne. Mimo iż jest to zasadniczo blues, grupa pokusiła się o niespodzianki rytmiczne; na początku mamy ewidentnie rytm polki, a w końcowej części utworu gitara basowa najwyraźniej gra rytm walca. W nagraniu zadebiutowało także sito do mąki nagłośnione przez wzmacniacz.
On Tomorrow zapowiada kierunek rozwoju, który zostanie w pełni zrealizowany na Trout Mask Replica. Jest to najbardziej nowatorski, polirytmiczny utwór z całego albumu. Już nawet powierzchowne wysłuchanie utworu wykazuje, że związki pomiędzy partiami poszczególnych instrumentów nie zostały ukształtowane zgodnie z rockandrollową tradycją - każdy instrument bowiem ma równy udział w całości. W utworze mamy do czynienia z towarzyszącym Beefheartowi głos Jeffa Cottona – zapowiedź jego falsetu z utworu „Pena” powstałego rok później.
Beatle Bones 'n Smokin' Stones jest utworem przede wszystkim o śmierci i przemijaniu. Mamy tu ślady quasi zappowskiej parodii; truskawkowe gąsienice, małe koguciki itd. Wymierzone to jest być może w podejrzanie nagły zwrot The Beatles w kierunku Flower Power. Możliwe, że właśnie to spowodowało skargę Lennona umieszczoną w prasie.
Riff do „Spoonful” (Williego Dixona) został w niezwykle dynamiczny sposób wykorzystany w Gimme Dat Harp Boy. Mógłby się on stać podstawą do niekończących się improwizacji, jak to zrobili The Cream. Jednak Magic Band dodał na końcu każdego taktu dość skomplikowany element, który stanowi pewne zamknięcie. Utwór zawiera solo Dona na harmonijce, prezentujące różne techniki gry, łącznie z jednoczesnym śpiewaniem skatem podczas dmuchania. Inspiracją do tego utworu stał się koncert Canned Heat w Whisky-A-Go-Go. Don poszedł tam razem z Markerem, gdyż chciał zobaczyć ich gitarzystę (slide) Ala Wilsona (który był zarazem jednym z najlepszych harmonijkarzy na świecie), ale był całkowicie zdegustowany Bobem „The Bear” Hite’em, wokalistą grupy, który grał wtedy również na harmonijce. Był tak jego śpiewem i grą rozsierdzony, że co chwilę przychylał się do Markera komentując jego występ: Gimme dat harp boy – ain't no fat man's toy. Tekst do tego utworu napisał zaraz po tym koncercie w swoim ulubionym miejscu w Los Angeles, w Cantor's Deli.
Kandy Korn – najwcześniej skomponowany utwór tego albumu – zaczyna się jak hymn nastolatków z prostymi słowami, jednak z czasem przybiera na złożoności. Przekształca się w hipnotyczną strukturę, niepowstrzymanie posuwającą się naprzód masę, przez którą z trudnością przedziera się niezwykle niski głos Beefhearta, przytłoczony nawałą dźwięków. Potem następuje gitarowe staccato w rytmie 6/8 przechodzące znów w klasztorne chorały i wreszcie potężną kodę obu gitar. 
Dreszczowcowe zakończenie płyty rozświetlone jest nieco frywolnym ...I ain't blue no more, black heaven, ah said, ah... – powtórką fragmentu „Ah Feel Like Ahcid”, co zamyka płytę klamrą.

## Opis płyty

### Spis utworów
| 1. | Ah Feel Like Ahcid              | 3:05  |
|    |                                 |       |
| 2. | Safe as Milk                    | 5:27  |
|    |                                 |       |
| 3. | Trust Us                        | 8:09  |
|    |                                 |       |
| 4. | Son of Mirror Man – Mere Man    | 5:20  |
|    |                                 |       |
| 5. | On Tomorrow                     | 3:27  |
|    |                                 |       |
| 6. | Beatle Bones 'n' Smokin' Stones | 3:18  |
|    |                                 |       |
| 7. | Gimme Dat Harp Boy              | 5:05  |
|    |                                 |       |
| 8. | Kandy Korn                      | 5:06  |
|    |                                 |       |
|    |                                 | 38:57 |
|    |                                 |       |
Wszystkie utwory są autorstwa Dona Vana Vlieta i opublikowane przez Lupus Music Co. Ltd.

### Muzycy
- Captain Beefheart: wokal, harmonijka (Don Van Vliet)
- Alex St. Claire: gitara (Alex Snouffer)
- Antennae Jimmy Simmons: gitara (Jeff Cotton)
- Jerry Handley: gitara basowa
- Drumbo: perkusja (John French)

### Inne dane
- Producent – Bob Krasnow
- Aranżer – Don Van Vliet
- Inżynierowie dźwięku – Gene Shiveley, Bill Lazerus

- Studio – Sounset Sound w Hollywood, Kalifornia.
- Data nagrania – pomiędzy 25 kwietnia 1968 r. a 2 maja 1968 r.
- Oryginalnie wydany na przez Blue Thumb BTS-1 w USA, 11.1968, Liberty LBR 1006, Wielka Brytania 11.1968,